# Museo reale di belle arti di Anversa
Il Museo Reale di Belle Arti (in fiammingo Koninklijk Museum voor Schone Kunsten) è un importante museo di Anversa, in Belgio.
Ospita una collezione di pitture, sculture e disegni del periodo compreso tra XIV e XX secolo e rappresenta il maggiore museo dipendente dalla Comunità fiamminga.
Ha sede all'interno di un edificio neoclassico costruito a partire dal 1884 da Jacob Winders (1849-1936) e Frans Van Dijk (1853-1939).
- Jan van Eyck, Madonna col Bambino alla fontana, 1439;
- Antonello da Messina, Crocifissione, 1475;
- Jean Fouquet, Madonna col Bambino, 1450-1455 circa;
- Simone Martini, Ante del Polittico Orsini, 1333-1337 circa;
- Hans Memling, Ritratto d'uomo con una medaglia romana, 1480 circa;
- Hans Memling, Trittico di Cristo tra angeli cantanti e musicanti, 1480 circa;
- Tiziano, Jacopo Pesaro presentato a san Pietro da papa Alessandro VI, 1503-1506 circa;
- Henri de Braekeleer, L'homme à la chaise.